# ブレスト合同
ブレスト合同（ブレストごうどう、ベラルーシ語: Берасьце́йская у́нія、ウクライナ語: Берестейська унія、英語: Union of Brest）とは、1596年にウクライナ東方カトリック教会が成立した、教会の合同を言う。

## 概要
キリスト教の教会は11世紀には東方正教会とローマ・カトリック教会に分かれていたが、ブレスト合同はカトリック国であるポーランド・リトアニア共和国領であったルテニア（現代のベラルーシ・ウクライナ西部・リトアニアにまたがる地域）に限定された形で、ローマ教皇のもとに、分裂した状態の両教会を合同させようとしたものである。
ブレスト（現在はベラルーシ領内）で教会合同会議が開催された結果、コンスタンディヌーポリ総主教の庇護下にあった正教会のうち、主に主教などの高位聖職者の主導の下、一定数の教区・教会が東方典礼を維持する事と教会運営に関する高度な自治を条件にローマ教皇の管轄下に入った。
ただし後述するように、ブレスト合同は合同推進派の強引かつ性急に過ぎる手法や、ローマ教皇の管轄の下に入るという形での合同に反対した少なく無い正教会の一団の動向によって不徹底なものに終わり、ウクライナにおける全ての教会がウクライナ東方カトリック教会に再編されたわけではなく、引続き正教会に留まる教会・信徒も少なくなかった。
ウクライナの教会は東方典礼カトリック教会の一員たるウクライナ東方カトリック教会と、コンスタンディヌーポリ総主教庁の庇護下にとどまった正教会とに分裂することとなった。後者は現代のウクライナ正教会に発展する。

## 背景

### ポーランド王の施策

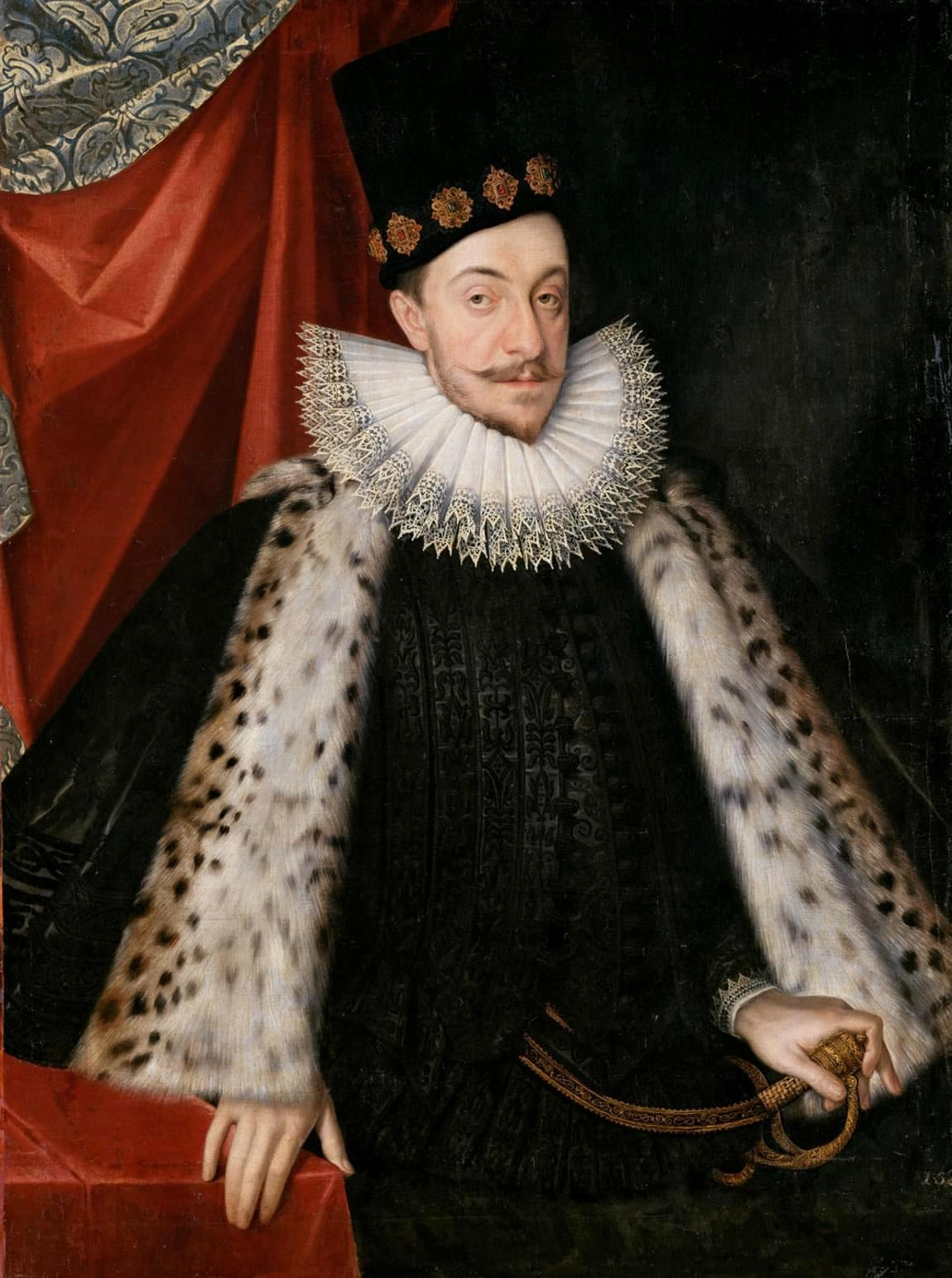
ポーランド国王ジグムント3世

ブレスト合同成立の時のポーランド国王はジグムント3世であり、彼はモスクワへの侵攻も行った上で全ロシアのカトリック化を目論むなど積極的に支配領域の拡大とそのカトリック化を図る人物であり、熱烈なカトリック信者であった。また彼は、支配下においた教会に対して大きな裁量を持っていた。その対象は相手がカトリック教会であるか正教会であるかを問わなかったが、彼はカトリック教会を奉じており、既に東西教会の分裂が確定して久しい16世紀において、ウクライナの正教会は支配者であるポーランド王による圧迫に耐えなければならなかった。ウクライナの正教会の指導者たるキエフ府主教を始めとした各教区の主教達の任免は、国王の恣意に任されていた。国王に指名される者は大概は貴族であり、任命以前には俗人である事がほとんどだった。教会に通暁していない世俗貴族を王が主教に選任する事によってウクライナの正教会には混乱がもたらされ、高位聖職者は腐敗していったのである。

### 俗人正教徒による運動

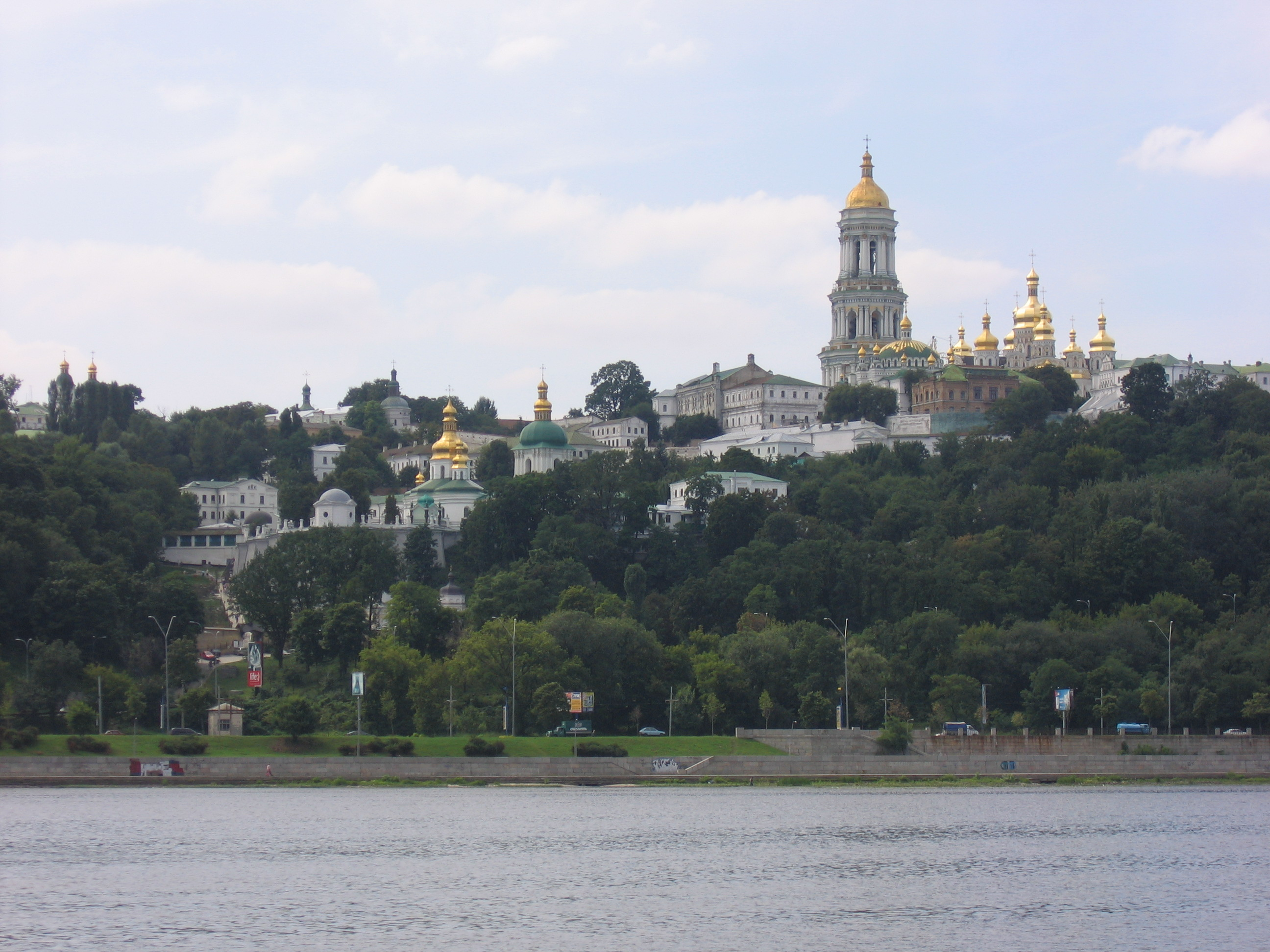
キエフ・ペチェールシク大修道院。現在、モスクワ総主教庁の庇護下にあるウクライナ正教会が管掌している。

国王の思惑によって選ばれるものでしかなくなった高位聖職者達の大半が腐敗していくウクライナの正教会にあって、正教会の後押しをして復興を図っていったのが俗人正教徒たる大貴族であり、都市民の団体であった。前者の代表的存在がコンスタンティン・オストロジスキー公、ホトケヴィチ一族であり、後者の代表的存在が各都市に創設された「兄弟団」である。
当時ポーランド・リトアニア・ウクライナでも爆発的な伸びを示していた改革教会（カルヴァン派）をはじめとするプロテスタンティズムの浸透、およびそれに対抗するイエズス会によるカトリック復興活動の挟撃にあって、正教会の擁護に熱心に取り組んだのはこうした俗人正教徒達であった。また、こうした俗人正教徒の活動の担い手の中には、ロシアからの亡命者達も多数含まれていた。
正教徒の大貴族達は教育機関や印刷所を創設するなどして一般信徒の啓発を図った。兄弟団も同様の啓発活動に従事するとともに、病院までも建設するなどして活発な運動を行った。

### イェレミアス2世によるルーシ歴訪と、正教会内の亀裂

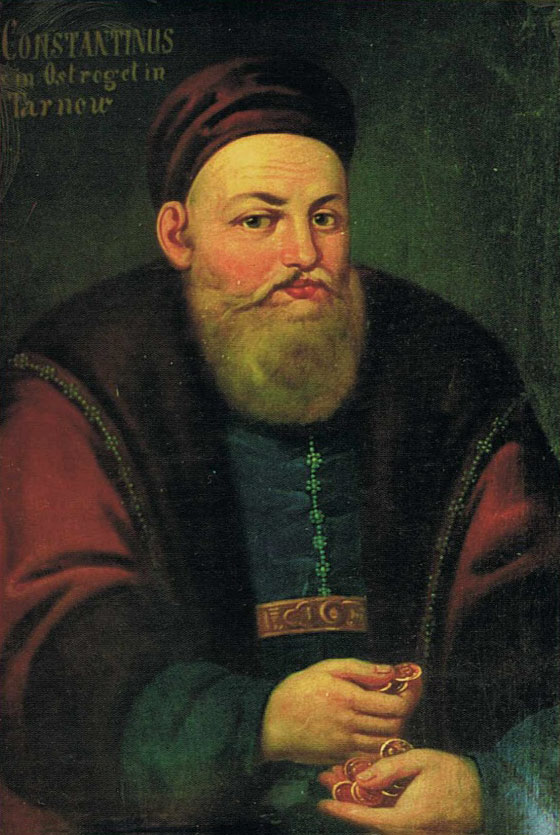
コンスタンティ・オストログスキ

ただしこの時、コンスタンティ・オストログスキを始めとしてカトリックの支配者による圧迫に対抗するためにプロテスタントと限定された範囲でのこととはいえ連携を図る者もいたことや、その俗人正教徒達の活動にプロテスタント的傾向を看做した正教会の上層部指導者の思惑から、ウクライナの正教会には亀裂も生じていた。ことにリヴィウにおいては、リヴィウ兄弟団とリヴィウ主教ゲデオン・バラバンの間の対立が緊迫したものとなっていた。
上からのカトリック国家からの圧力と、下からの俗人正教徒による突き上げの板挟みにあって、ウクライナの正教会の高位聖職者達の間には、ローマとの合同を受け入れる心理的前提が出来上がりつつあった。
こうした難しい情勢下にウクライナ・ロシアを歴訪していたコンスタンディヌーポリ総主教イェレミアス2世は、リヴィウをはじめとする各地で兄弟団に好意的な裁定を下していった。イェレミアス2世としては歴訪中の施策をウクライナにおける正教会秩序の再編に結び付ける意図を持っていたようであるが、こうした施策は却って高位聖職者達のコンスタンディヌーポリ総主教庁からの離反を招く要因となった。

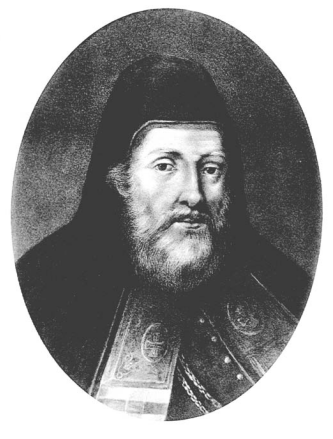
キリル・テルレツキー

またイェレミアス2世はポーランド国王によって選ばれたキエフ府主教ミハイルの叙聖を認める一方で、彼を牽制する意図をもってキリル・テルレツキーを総主教代理に任命したが、こうした中途半端な施策もキエフ府主教のプライドを傷つけ、高位聖職者達の離反と混乱に繋がるものであった。しかもキリル・テルレツキーはのちにローマとの教会合同の尖兵となり、人選も誤っていたことが後に明らかとなる。
なお、イェレミアス2世がポーランド領内を歴訪出来たのは、イエズス会に（カトリシズムにもポーランドにも有害であるとして）批判的であったポーランドの官房長官ヤン・ザモイスキが、国王にイェレミアス2世に対して旅行認可の特許状を出すよう働きかけたことが背景にあった。

### カトリック教会の対抗宗教改革
一方、カトリック教会はウクライナにおいてもプロテスタンティズムが爆発的な伸張をみせる事態を前にして、対抗宗教改革の一環として、イエズス会が中心となってカトリック教会のウクライナ・ロシアに対する浸透を図る諸活動が行われた。この時行われた反正教会・反プロテスタンティズムの宣伝活動と啓発活動・慈善活動は一定の成功を収めた。当初、カトリック教会は最終的に、全ルーシのカトリック化およびカトリックの元に行われる教会合同を目論んでいた。これは、フィレンツェ公会議が当時も有効だと考えていたカトリック教会の認識が基礎となっていた。
ただし1582年、正教会との事前の合意無しに教皇グレゴリウス13世が新暦（グレゴリオ暦）を導入したことは、ウクライナの正教会に動揺を引き起こし、同地の正教会は新暦の受け入れを拒否した。暦の変更は教会にとり、祝われる祭日を設定する重要なものであり、日常の奉神礼に直結するものであった。このことは本項で後述するブレスト合同の成立において、広範な教会合同が成立するのを妨げる要因の一つとなった。なおこの時、コンスタンディヌーポリ総主教イェレミアス2世も、グレゴリオ暦を否認している。1923年に、コンスタンディヌーポリ教会は使用する暦をユリウス暦からグレゴリオ暦に月日を合わせた修正ユリウス暦に変更した（他幾つかの教会が後に追随した）が、これも厳密にはグレゴリオ暦ではない。現在でもエルサレム総主教庁、グルジア正教会、ロシア正教会、セルビア正教会、日本正教会などは、修正ユリウス暦もグレゴリオ暦も使用せずにユリウス暦を使用し続けている。
さらに、教会合同を推し進める人々の行動や会議の進行が性急に過ぎた事も、ブレスト合同を不完全なものにする一因となった。

## ブレスト合同の成立
先述した当時の背景をまとめる。
- ウクライナへの、改革教会（カルヴァン派）を始めとするプロテスタンティズムの浸透
- これに対抗しカトリック教会の一層の浸透を図る、カトリックを奉じるポーランド国王ジグムント3世の思惑
- ウクライナの正教会の、ポーランド国王から選任された高位聖職者達の思惑
- ウクライナにおける正教会の再編を意図した、イェレミアス2世による裁定の失敗
- フィレンツェ公会議における東西教会合同の決議がなお有効であると捉えるカトリック教会側の解釈の存在

以上の背景から、ブレスト合同が成立し、東方典礼を守りつつローマ教皇の権威と権限を認めるウクライナ東方カトリック教会が成立した。
先述した社会的背景のうち、ブレスト合同が不完全なものに終わった要因は以下の通りである。
- 兄弟団をはじめとする少なく無い俗人正教徒、および司祭達の正教徒としての自覚は依然として篤いものであり、教会合同を推進する高位聖職者との間に小さく無い意識の差があったこと。
- 合同を推進していたのは主に王に選任された主教・高位聖職者であり、一般信徒に直結する司祭達のリーダーシップはほとんど無かったこと。
- 少し前の時期に東方教会と合意しないままに新暦（グレゴリオ暦）が西方教会で導入されたことなどから、西方教会に対する広範な不信感が拭われなかったこと。
- 合同会議の直前まで完全に蚊帳の外に置かれていたコンスタンディヌーポリ総主教庁の関係者は、当然の如く東西教会合同に反対していたこと。
- 合同会議の進め方が反対派を強制的に排除した上で行われるなど強引かつ性急に過ぎ、広範な範囲の正教徒から反発が起こったこと（後述）。

### ブレスト教会会議に至る経緯
- 1591年、総主教代理キリル・テルレツキー、リヴィウ主教ゲデオン・バラバンを含む4人の主教が、国王ジグムント3世に内密の書簡を送る。スラヴ語奉神礼を変更しないという条件で、ローマとの合同を受け入れる用意があると伝える内容。
- 1593年、ジグムント3世は大貴族の1人でブレストの城代であったアダム・ポティを、ヴォルイニのウラジーミル主教に東西教会合同運動の宣伝の担い手として指名。着座直後から、修道名イパーチイとなったポティは合同派としての宣伝活動を積極的に行う。
- 同年、俗人正教徒の中心的存在であるオストロジスキー公が、イパーチイ・ポティ主教に対して自己の立場を明らかにする長文の書簡を送る。教会合同は進んで受け入れるが、それはルーシにとどまらない、全東方世界の正教会の合意によって成立したものでなければならないとする内容であった。これはイパーチイ主教をはじめとする合同派には受け入れられるものではなく、却って合同派の行動を早める結果をもたらした。
- 1594年5月、総主教代理キリル・テルレツキーは、国王が自身とイパーチイ主教をローマに派遣することを布告。同年12月、キリルとイパーチイは教会合同の支持宣言を作成しこれに署名。加えてキエフ府主教ミハイル、ポロツク主教、ピンスク主教、ホルム主教の署名が得られる。
- 1595年1月、リヴィウ主教ゲデオンが教区の聖職者を招集して会議を開き、合同の受け入れを決議。
- 1595年6月1日、キエフ府主教ミハイル、主教イパーチイ、主教ルツクが「合同規約」の草案に署名。規約草案でローマ教皇に対し要求されたのは、ウクライナの当該教会の独立的地位と、伝統的スラヴ語奉神礼の完全維持、および教会財産の保全と、合同教会の府主教・主教が元老院に議席を与えられることであった。
- 同年6月24日、オストロジスキー公が、教会合同への抗議をポーランドとリトアニアとウクライナの全正教徒に対し呼びかける。
- 同年7月1日、リヴィウ主教ゲデオンが、合同に同意した事が一度も無い旨の発表を行い、一転して合同派と袂を分かつ。

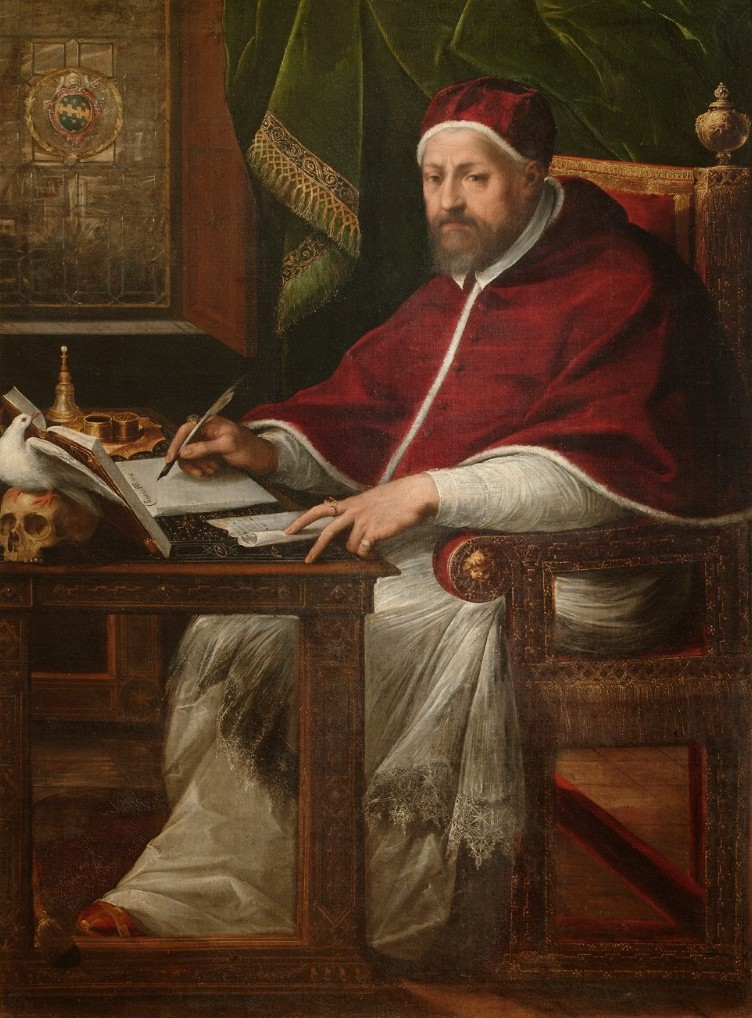
教皇 クレメンス8世

- 同年7月13日、ヴィリニュスの正教徒都市民が教会合同に抗議。ヴィリニュス兄弟団学校の主任教師であるジザニが合同に反対するロシア語パンレットを執筆。府主教ミハイルにより破門されたジザニは、ミハイルは正教会を棄てたので正教徒に対する権威を有しないと宣言した。ジザニは投獄されるが、脱獄に成功。
- 同年9月24日、ジグムント3世がウクライナの正教会とローマ教会の合同を宣言。
- 同年12月23日、ローマ教皇クレメンス8世に謁見した総主教代理キリルと主教イパーチイは、教皇より祝福を与えられる。「合同規約」改訂。
- 1596年5月ないし6月、国王は、府主教ミハイルが教会合同会議をブレストで召集することを承認。
- 同年8月、府主教が教会会議を10月8日に開催する旨発表。

### 合同派によって合同反対派が締め出された教会合同会議

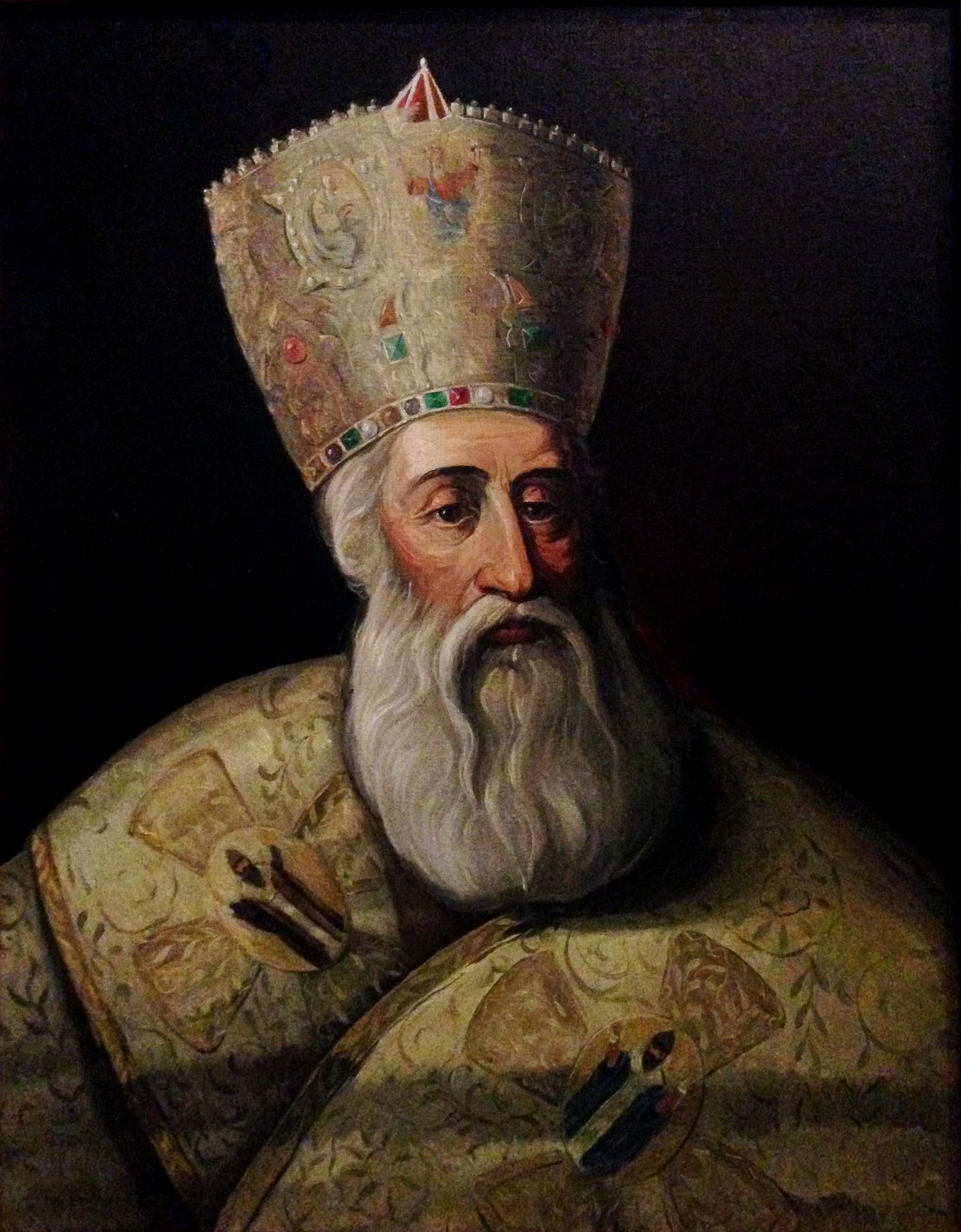
キリロス・ルカリス（アレクサンドリア総主教代理）

1596年10月5日、合同派と合同反対派正教徒の双方がブレストに集合した。
ブレストの大聖堂において教会合同会議が開催されたが、その期間（1596年10月6日から10月9日）、主教イパーチイ・ポティの命令により、ブレスト中の大聖堂以外の全ての聖堂が閉鎖された。合同反対派は大聖堂に招かれず会議への参加を許されなかったばかりか、集会に聖堂を使えないこととなり、やむを得ず大貴族の家を集会所として使わざるを得なかった。この時期の合同派のやり方を若き日に目にして、合同反対派としてブレストに来ていたアレクサンドリア総主教代理キリロス・ルカリス（キリル・ルカリス）は強烈な反感を抱き、死ぬまで反ローマ・カトリックの姿勢を鮮明にし続けた。のち彼はコンスタンディヌーポリ総主教となる。

#### 合同賛成派によるブレスト合同の宣言
10月9日、教会合同賛成派は大聖堂において、ウクライナ教会のローマ・カトリック教会との合同を宣言。合同受け入れを拒否する正教会の全ての修道士と司祭を破門した。ここに、ウクライナ東方カトリック教会が成立した。
- 教会合同賛成派のメンバー
  - キエフ府主教ミハイル、総主教代理キリル・テルレツキー、主教イパーチイなどの5人の主教品、3人の掌院、数人の聖職者
  - カトリック側の7人の代表（リヴィウの大司教を含む3人の司教、4人のイエズス会員）
  - 国王使節である3人の大貴族と、多くの貴族・随伴員

#### 教会合同反対派の宣言
同日、合同反対派の会議において、総主教代理ニケフォロスは合同派の府主教および主教の職と職権の剥奪を宣言、同会議は合同の受け入れを拒否した。
- 合同反対派の正教徒メンバー
  - コンスタンディヌーポリ総主教代理ニケフォロス、アレクサンドリア総主教代理のキリロス・ルカリス、随伴としてアトス山の2人の修道院長
  - リヴィウ主教ゲデオンを含むウクライナ人主教2人、掌院9人、修道院長2人、100人以上の司祭
  - コンスタンティン・オストロジスキー公に率いられた、兄弟団構成員を始めとする各地の俗人正教徒

（また、投票はしなかったものの、数人のプロテスタントが会議に出席していた）

#### ポーランド王のブレスト合同承認
両会議はポーランド国王にそれぞれの決議の承認を要請したが、ジグムント3世は当然に合同派会議の決定を承認し、ウクライナ東方カトリック教会の権利と特権を承認した。

## ブレスト合同以後
合同に反対した正教会のコンスタンディヌーポリ総主教代理ニケフォロスは、合同派によってトルコのスパイとして糾弾されたのち投獄され、餓死した。
ウクライナ東方カトリック教会はブレスト合同以降、正教会の全ての教会建物と領地を要求し、多くの正教修道院の獲得に成功した。正教徒が庇護を期待出来たのは、オストロジスキー公などの正教徒大貴族の支配する都市や地域に限られた。
1599年には、ウクライナの正教会とプロテスタントとの間で、カトリックに対抗して自らの権利を守る為の協定が締結されるに至った。
しかしながらウクライナがロシア正教会を奉じるロシア帝国に組み込まれていく過程で、逆にウクライナ東方カトリック教会の立場が極度に悪化。無神論を掲げたソ連の下でも激しい弾圧を経験する事となった。
ブレスト合同以降のウクライナ東方カトリック教会の詳細な経緯についてはウクライナ東方カトリック教会を参照。また、この合同が全東西教会の合同への動きに現代に至るまでもたらしているマイナス影響については、東西教会の分裂の項を参照。

## 脚注

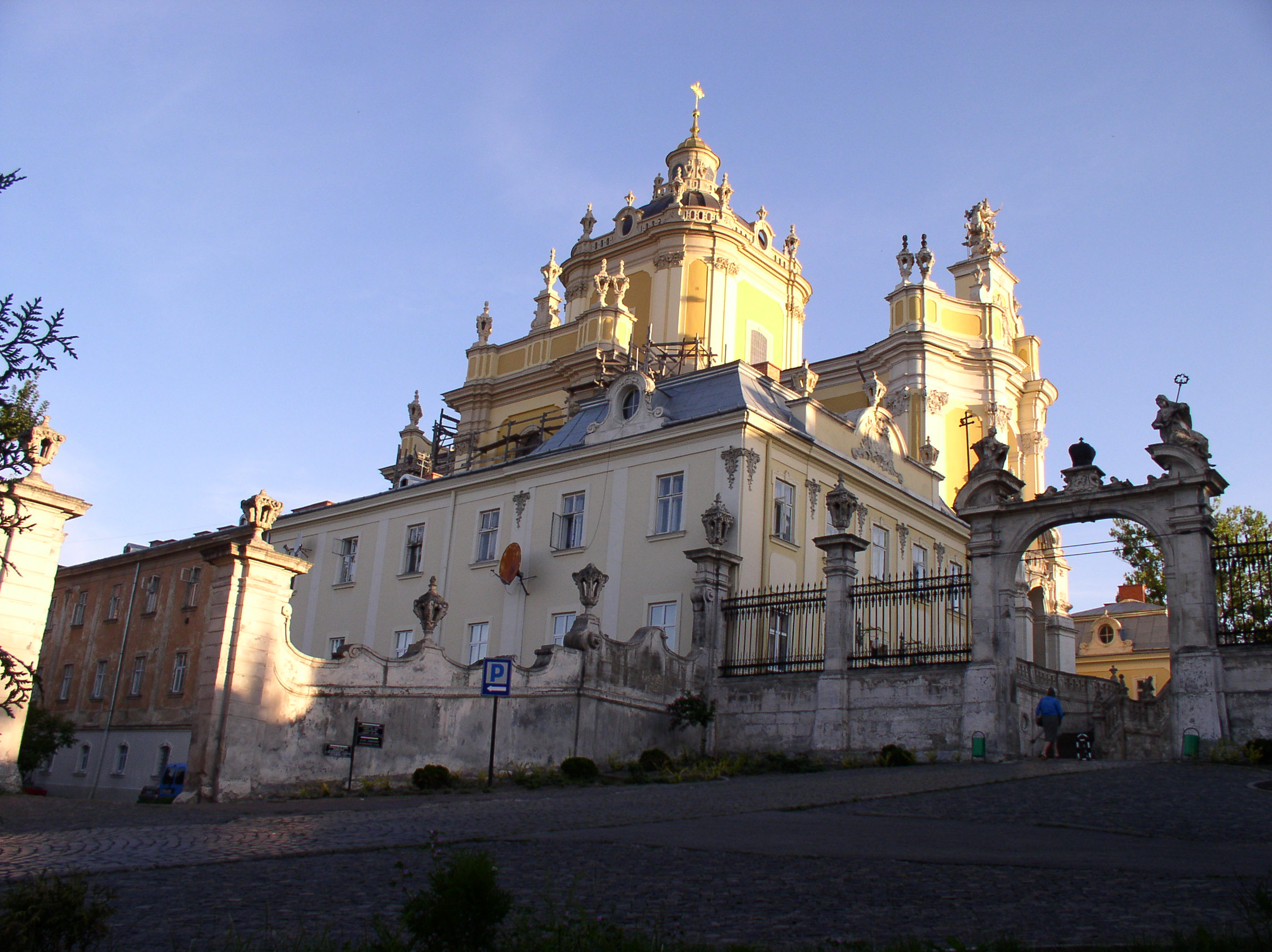
リヴィウの聖ユーラ大聖堂。ウクライナ東方カトリック教会の聖堂。1744年 - 1760年の間にバロック・ロココ様式で建立された。